# Kiersten Warren
Kiersten Warren (Iowa, 4 november 1965) is een Amerikaans actrice. Ze heeft meestal bijrollen in succesvolle films en had in de jaren 90 een hoofdrol in de tienerserie Saved by the Bell: The College Years.

## Filmografie

### Film (selectie)
- 1994: Saved by the Bell: Wedding in Las Vegas
- 1996: Independence Day
- 1999: Pushing Tin
- 1999: Liberty Heights
- 1999: Bicentennial Man
- 2000: Duets
- 2002: Divine Secrets of the Ya-Ya Sisterhood
- 2003: A Painted House
- 2003: Intolerable Cruelty
- 2003: The Snow Walker
- 2004: 13 Going on 30
- 2006: Hoot
- 2006: Bring It On: All or Nothing
- 2007: The Astronaut Farmer

### Televisie (selectie)
- 2009: Dirt
- 2006: Desperate Housewives
- 2003: The West Wing
- 1997: JAG
- 1995: Cybill
- 1993-1994: Saved by the Bell: The College Years
- 1992-1993: Life Goes On
- 1987: Magnum, P.I.

- Biblioteca Nacional de España: XX5884014
- Gemeinsame Normdatei: 1029379629
- International Standard Name Identifier: 0000 0000 5385 6487
- Library of Congress Control Number: no2003040904
- Nationale Bibliotheek van Israël: 987011096329705171
- Système universitaire de documentation: 124063101
- Virtual International Authority File: 48915003
- WorldCat: E39PBJdGRxRB6hxRdW9KyDGPwC